# MacBook Air
MacBook Air — надтонкий ноутбук серії MacBook від компанії Apple Inc. Він продається як найкомпактніший ноутбук з усієї серії ноутбуків MacBook. Вперше був анонсований 15 січня 2008 року. Apple описує його як «найтонший ноутбук у світі». З 2008 до 2020 модель MacBook Air зазнала значних покращень конфігурації — значно збільшено автономний час роботи, об'єм оперативної пам'яті може бути збільшений до 16 Гб, також Apple почали робити власні процессори серії Apple Silicon

## Історія
Перший MacBook Air був представленій Стівом Джобсом як найтоншій ноутбук у світі на Macworld Conference & Expo 15 січня 2008 року. Основною ідеєю ноутбука була легкість та відсутність дротів. Також в ньому не було дисководу. Продуктивність ноутбука не була дуже висока: процессор Intel Core 2 Duo, 2 ГБ оперативної пам'яті, HDD на 80 ГБ або SSD на 64 ГБ. Батарея займала більшу частину корпусу, а материнська плата була трохи довша за олівець. Компанія Intel проробила складну роботу заради зменшення процессора на 60% без втрат продуктивності. Тоді ціна MacBook Air починалась від $1799